# Anahí Fernández
Anahí Fernández Hernandez (* 28. Juli 1993) ist eine uruguayische Fußballschiedsrichterin.
Seit 2020 steht sie auf der FIFA-Liste und leitet internationale Fußballpartien.
Bei der Copa Libertadores Femenina 2021 pfiff sie zwei Spiele. Bei der Copa América 2022 in Kolumbien leitete Fernández insgesamt vier Spiele, darunter drei Gruppenspiele sowie das Halbfinale zwischen Brasilien und Paraguay (2:0).
Zudem leitete Fernández bei der U-17-Weltmeisterschaft 2022 in Indien zwei Gruppenspiele sowie das Spiel um Platz drei zwischen Nigeria und Deutschland (3:3 n. V., 3:2 i. E.). Bei der U-17-Europameisterschaft 2023 in Estland leitete sie zwei Gruppenspiele sowie das Halbfinale zwischen Frankreich und der Schweiz (10:2).
Im Januar 2023 wurde Fernández für die Weltmeisterschaft 2023 in Australien und Neuseeland nominiert.
Zudem wurde sie bei der U-20-Weltmeisterschaft 2024 in Kolumbien als Schiedsrichterin eingesetzt.